# إغماء الماعز

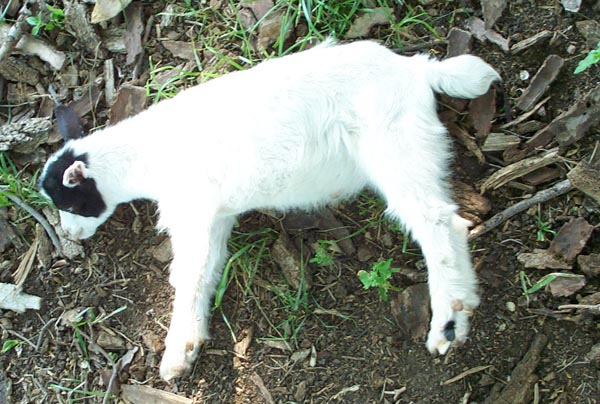
صغير الماعز مغشي عليه في خضم نوبة "إغماء" ناتجة عن التوتر العضلي.

الماعز المصاب بالتوتر العضلي، أو الماعز المغشي عليه، هي سلالة ماعز أمريكية تتميز بحالة وراثية تُعرف بالتوتر العضلي الخلقي، والتي قد تؤدي إلى تصلب جسم الماعز أو سقوطه عند تعرضه للإثارة أو المفاجأة. يُطلق عليه أيضًا أسماء أخرى مثل ماعز تينيسي المغشي عليه، الماعز الساقط، الماعز ذو الأرجل المتصلبة، أو الماعز العصبي، وكذلك ماعز تينيسي ذو الساق الخشبية. تم إدخال أربعة ماعز من هذه السلالة إلى ولاية تينيسي في ثمانينيات القرن التاسع عشر.
غالبًا ما يُعتبر الماعز المصاب بالتوتر العضلي أقل ملائمة للإنتاج المستدام للحوم.

## تاريخ
يعتبر الماعز المصاب بالتوتر العضلي ذو أهمية تاريخية في دراسة دور الكلوريد في إثارة العضلات.
أدخل الماعز المغشي عليه لأول مرة إلى مقاطعة مارشال في ولاية تينيسي في ثمانينيات القرن التاسع عشر.
وصفت ظاهرة الإغماء لأول مرة في الأدبيات العلمية عام 1904، واعتُبرت "توترًا عضليًا خلقيًا" في عام 1939. وفي عام 1996، اكتشفت الطفرة الجينية في الماعز المسؤولة عن هذا التصلب العضلي، بعد عدة سنوات من اكتشاف الجين المكافئ في البشر والفئران.
ساهمت تجارب براون وهارفي في عام 1939 مع الماعز المصاب بالتوتر العضلي بشكل كبير في فهم الأساس الفسيولوجي لهذه الحالة، وأثرت في العديد من النظريات المتعلقة بالتوتر العضلي وأسبابه.
وفي عام 2019، صنفت حالة الحفاظ على الماعز المصاب بالتوتر العضلي على أنها "مهددة بالانقراض" في قاعدة بيانات DAD-IS التابعة لمنظمة الأغذية والزراعة للأمم المتحدة.

## الخصائص

### الجسم
يختلف الماعز المصاب بالتوتر العضلي بشكل ملحوظ عن سلالات الماعز الأخرى، حيث يمتلك سمات خاصة تميّزه. يتميز بتكوين رأسه وجسمه المختلفين عن سلالات الماعز الأخرى. يمتلك الماعز المصاب بالتوتر العضلي جسمًا عريضًا وكتلة عضلية أكبر، ما يؤدي عادة إلى زيادة حجم العضلات مع بنية أعرض. يكون الماعز المغشي عليه أصغر قليلاً مقارنة بالسلالات القياسية، إذ يتراوح طوله عادة بين 43 سم (17 بوصة) و64 سم (25 بوصة)، ويزن بين 27 كجم (60 رطلاً) و79 كجم (174 رطلاً). يمكن أن يصل وزن الذكور، المعروفة أيضًا بالتيوس، إلى 90 كجم (200 رطل). يظهر عرض ملحوظ في منطقة الظهر والكتفين نتيجة كثافة العضلات.

### الرأس
يتميز الماعز المصاب بالتوتر العضلي بعيون كبيرة وبارزة في تجاويف عالية، ما يجعلها تبرز بشكل ملحوظ، وهي سمة مميزة له. يُطلق عليهم أحيانًا "ذوي العيون الجاحظة" بسبب هذه الميزة. تكون رؤوسهم عادة متوسطة الطول مع خطم عريض، والفكوك عريضة وواضحة. الوجه غالبًا ما يكون مستقيمًا أو محدبًا. الآذان بحجم طبيعي وقريبة من الوجه، مع تموج واضح في منتصف طول الأذن. القرون عادة ما تكون كبيرة وتبعد عن بعضها بمقدار 1-2 بوصة (25-51 ملم). العنق يكون كثيف العضلات وأكثر استدارة من سلالات الألبان، وقد يكون جلد الرقبة لدى العديد من الذكور مجعدًا وسميكًا. يمكن أن تمتد الرقبة أفقيًا، مما يجعل الرأس يبدو أكثر انخفاضًا.

### الشخصية
يعتبر الماعز المصاب بالتوتر العضلي من الحيوانات اليقظة والأهدأ مقارنة بسلالات الماعز الأخرى. من الخصائص المميزة لهذا النوع قابليته العالية للتدريب، بالإضافة إلى التصلب والتكيف الجيد مع الأراضي الزراعية منخفضة المدخلات والرعي. كما أن التهجين مع سلالات أخرى يؤدي إلى إنتاج هجائن تتمتع بقوة جسدية وصحة جيدة.

### الفراء
يتميز الماعز المصاب بالتوتر العضلي بفراء قد يكون قصيرًا أو طويلًا، وينتج بعض الأفراد كمية كبيرة من الفرو خلال الأشهر الباردة. يمكن أن يظهر الفراء بأي لون أو نمط.

## روابط خارجية
- Myotonic Goat على مشروع الدليل المفتوح
- National Geographic video on Fainting Goats على يوتيوب